# يونيون (كارولاينا الجنوبية)
يونيون (بالإنجليزية: Union, South Carolina)‏ هي مدينة تقع في الولايات المتحدة في مقاطعة يونيون (كارولاينا الجنوبية). يقدر عدد سكانها بـ 8,148 نسمة ومساحتها 20.6 كم2 وترتفع عن سطح البحر 196 متر.

## التركيبة السكانية
حدّد مكتب تعداد الولايات المتحدة بيانات التركيبة السكانية ليونيون في تعداد الولايات المتحدة. في ما يلي، التركيبة السكانية حسب تعدادي 2000 و2010.

### تعداد عام 2000
بلغ عدد سكان يونيون 8,793 نسمة بحسب تعداد عام 2000، وبلغ عدد الأسر 3,791 أسرة وعدد العائلات 2,399 عائلة مقيمة في المدينة. في حين سجلت الكثافة السكانية 425.4 نسمة لكل كيلومتر مربع (1,101.8/ميل2). وبلغ عدد الوحدات السكنية 4,240 وحدة بمتوسط كثافة قدره 205.1 لكل كيلومتر مربع (531.2/ميل2).
وتوزع التركيب العرقي للمدينة بنسبة 56.48% من البيض و42.12% من الأمريكيين الأفارقة و0.24% من الأمريكيين الأصليين و0.38% من الأمريكيين ذوي الأصول الآسيوية و0.01% من سكان جزر المحيط الهادئ و0.05% من الأعراق الأخرى و0.73% من عرقين مختلطين أو أكثر و0.68% من الهسبانيون أو اللاتينيون من أي عرق.
بلغ عدد الأسر 3,791 أسرة كانت نسبة 31% منها لديها أطفال تحت سن الثامنة عشر تعيش معهم، وبلغت نسبة الأزواج القاطنين مع بعضهم البعض 38.5% من أصل المجموع الكلي للأسر، ونسبة 21.3% من الأسر كان لديها معيلات من الإناث دون وجود شريك، بينما كانت نسبة 3.6% من الأسر لديها معيلون من الذكور دون وجود شريكة وكانت نسبة 36.7% من غير العائلات. تألفت نسبة 33.7% من أصل جميع الأسر من عدة أفراد يعيشون في نفس المنزل ونسبة 16.5% كانت تتألف من شخص يعيش بمفرده يبلغ من العمر 65 عاماً أو أكثر. وبلغ متوسط حجم الأسرة المعيشية 2.28، أما متوسط حجم العائلات فبلغ 2.91.
بلغ العمر الوسطي للسكان 40.4 عاماً. وكانت نسبة 22.9% من القاطنين تحت سن الثامنة عشر، وكانت نسبة 8.3% بين الثامنة عشر والرابعة والعشرين عاماً، ونسبة 25.5% كانت واقعةً في الفئة العمرية ما بين الخامسة والعشرين والرابعة والأربعين عاماً، ونسبة 23% كانت ما بين الخامسة والأربعين والرابعة والستين، ونسبة 18.6% كانت ضمن فئة الخامسة والستين عاماً فما فوق. يوجد لكل 100 أنثى 80.3 ذكر، ويوجد لكل 100 أنثى في الثامنة عشر من عمرها فما فوق 75.2 ذكر.
بلغ متوسط دخل الأسرة في المدينة 26,110 دولارًا، أما متوسط دخل العائلة فبلغ 34,714 دولارًا. وكان متوسط دخل الذكور 29,071 دولارًا مقابل 19,966 دولارًا للإناث. وسجل دخل الفرد الخاص بالمدينة 16,175 دولارًا. وكانت نسبة 17.6% من العائلات ونسبة 20.8% من السكان تحت خط الفقر، وكان من هؤلاء نسبة 29.4% تحت سن الثامنة عشر ونسبة 15.3% في الخامسة والستين من العمر وما فوق.

### تعداد عام 2010
بلغ عدد سكان يونيون 8,393 نسمة بحسب تعداد عام 2010، وبلغ عدد الأسر 3,690 أسرة وعدد العائلات 2,254 عائلة مقيمة في المدينة. في حين سجلت الكثافة السكانية 406 نسمة لكل كيلومتر مربع (1,051.5/ميل2). وبلغ عدد الوحدات السكنية 4,351 وحدة بمتوسط كثافة قدره 210.5 لكل كيلومتر مربع (545.2/ميل2).
وتوزع التركيب العرقي للمدينة بنسبة 50.49% من البيض و47.04% من الأمريكيين الأفارقة و0.26% من الأمريكيين الأصليين و0.43% من الأمريكيين ذوي الأصول الآسيوية و0.41% من الأعراق الأخرى و1.37% من عرقين مختلطين أو أكثر و1.18% من الهسبانيون أو اللاتينيون من أي عرق.
بلغ عدد الأسر 3,690 أسرة كانت نسبة 30.9% منها لديها أطفال تحت سن الثامنة عشر تعيش معهم، وبلغت نسبة الأزواج القاطنين مع بعضهم البعض 30.9% من أصل المجموع الكلي للأسر، ونسبة 25.5% من الأسر كان لديها معيلات من الإناث دون وجود شريك، بينما كانت نسبة 4.7% من الأسر لديها معيلون من الذكور دون وجود شريكة وكانت نسبة 38.9% من غير العائلات. تألفت نسبة 35.8% من أصل جميع الأسر من عدة أفراد يعيشون في نفس المنزل ونسبة 15.3% كانت تتألف من شخص يعيش بمفرده يبلغ من العمر 65 عاماً أو أكثر. وبلغ متوسط حجم الأسرة المعيشية 2.24، أما متوسط حجم العائلات فبلغ 2.87.
بلغ العمر الوسطي للسكان 41.3 عاماً. وكانت نسبة 23.5% من القاطنين تحت سن الثامنة عشر، وكانت نسبة 8.4% بين الثامنة عشر والرابعة والعشرين عاماً، ونسبة 22.5% كانت واقعةً في الفئة العمرية ما بين الخامسة والعشرين والرابعة والأربعين عاماً، ونسبة 27.6% كانت ما بين الخامسة والأربعين والرابعة والستين، ونسبة 18% كانت ضمن فئة الخامسة والستين عاماً فما فوق. وتوزع التركيب الجنسي للسكان بنسبة 44.6% ذكور و55.4% إناث.

## أعلام
- بيل ديفيس
- بوب جيتر
- ميكي سيمز
- دانيال والاس
- سوزان سميث
- جيمس إم. فار